# Faleristiek
Faleristiek (van het Griekse ta phalara (Oudgrieks: τὰ φάλαρα) (beslag van helm, kuras of paard) en het daaraan ontleende Latijnse "Phalerae": de onderscheidingen voor dapperheid en verdienste die in het Romeinse leger werden uitgereikt) is de (hulp)wetenschap die de vorm en de geschiedenis van de ridderorden én andere onderscheidingen bestudeert.
De faleristiek is verwant aan de heraldiek en de numismatiek en de bestudeerde terreinen overlappen elkaar soms.
De term "phaleristik" werd in 1937 voor het eerst gebruikt door de Tsjechoslovaakse verzamelaar en publicist Oldřich Pilc en heeft internationaal ingang gevonden.